# Корф, Николай Иванович
Барон Николай Иванович фон Корф (нем. Nikolaus Johann Rudolf Freiherr von Korff; 23 июня [4 июля] 1793 — 10 [22] октября 1869) — российский генерал от артиллерии, инспектор всей артиллерии, член Государственного совета.

## Биография
Николай Корф родился 23 июня 1793 года в деревне Сала Ямбургского уезда Санкт-Петербургской губернии, происходил из курляндского рода, в конце XVI века получившего баронский титул. Его родители — отставной капитан Нарвского пехотного полка Иван Иосифович Корф и Анна Ивановна урождённая баронесса Врангель. Кроме Николая Ивановича в семье было 10 детей: Иосиф (1789—1830, с 1820 года отставной подполковник), Иван (1790—1829), Шарлотта (1791—1875), Анастасия (1792—1868), Александр (1794—1855, генерал-лейтенант, командир 1-й кавалерийской дивизии), Фёдор (1796—1858), Франц (1798—1822), Егор (1800—1880, Волынский и Подольский вице-губернатор), Анна (1801—1884), Павел (1803—1867, генерал-майор, командир лейб-гвардии Волынского полка), Елизавета (1805—1888).
Воспитывался в 1-м кадетском корпусе, из которого 23 февраля 1811 года был выпущен по первому разряду подпоручиком в лейб-гвардии артиллерийский батальон, а через несколько дней переведён в лейб-гвардии Конную артиллерию. С ней Корф участвовал в Отечественной войне 1812 и Заграничных кампаниях 1813—1814 гг. В сражении под Бородином Корф, командуя 2-м дивизионом 2-й батареи гвардейской конной артиллерии, без прикрытия подскакал к неприятельской колонне и рассеял её картечью, причём сам был ранен картечью в живот, за отличие был 26 сентября награждён орденом св. Анны 3-й степени; затем Корф сражался под Малоярославцем, Дрезденом, Кульмом, Лейпцигом, Ла-Ротьером, Бриенном, Арси-сюр-Об (за отличие 8 марта 1814 года награждён орденом св. Владимира 4-й степени), Сомпюи, Фер-Шампенуазом и Парижем. Также за кампанию во Франции имел прусский орден «Пур ле мерит».
Получив несколько боевых наград, Корф выделился как образцовый офицер, поэтому в июле 1814 года был назначен в Варшавскую полубатарею лейб-гвардии Конной артиллерии и постепенно стал видным сотрудником цесаревича Константина Павловича по артиллерийской части. В течение 1815—1819 гг. Корф за отличную службу был произведён в поручики (1 марта 1815), штабс-капитаны (5 сентября 1816), капитаны (5 февраля 1818), полковники (28 августа 1819). 1 декабря 1820 года был назначен командиром лейб-гвардии пешей батарейной № 5 роты, которой командовал до 21 января 1831 года, несмотря на назначение его 10 декабря 1823 года командиром всей гвардейской и гренадерской артиллерийской бригады, в состав которой и входила указанная рота № 5 (с 1831 бригада названа 3-й гвардейской и гренадерской). За выдающуюся службу Корф, помимо наград орденами, удостоился с 1820 по 1830 гг. получить 18 высочайших благоволений, а 25 марта 1828 года был произведён в генерал-майоры.
Когда в 1830 году вспыхнуло в Варшаве возмущение, Корф, находившийся со своей ротой в 4 милях от города, бесстрашно с «неимоверной скоростью» прибыл и присоединился к отряду цесаревича Константина Павловича. Во время войны 1831 года Корф исполнял должность дежурного генерала штаба цесаревича и участвовал в сражениях под Прагой, Гроховом, Остроленкой, на Понарских высотах под Вильной, в преследовании мятежников от Вильны до «вогнания их в прусские владения», причём 18 октября 1831 года получил орден св. Георгия 3-й степени (№ 450)
В воздаяние отличнаго мужества и храбрости, оказанных 25 и 26 августа 1831 года при штурме варшавских укреплений.
Другими наградами Корфа за Польскую кампанию были орден св. Анны 1-й степени (7 августа 1831, за отличие под Вильно) и императорская корона к этому ордену (19 мая 1832, за отличие при Остроленке). Не менее почётной наградой Корфа было назначение его 29 августа 1831 года комендантом покоренной Варшавы.
13 сентября 1831 года Корф был назначен военным начальником Подлясского воеводства, но в 1835 году вернулся в строй и 3 марта получил в командование 2-ю бригаду 2-й драгунской дивизии а 18 июля — 2-ю уланскую дивизию. Ревностная служба Корфа как начальника дивизии была отмечена рядом монарших наград, в том числе объявлением ему 13 высочайших благоволений в 1835—1837 гг. и производством 18 апреля 1837 г. в генерал-лейтенанты. Также он 4 сентября 1837 года получил орден Святого Владимира 2-й степени.

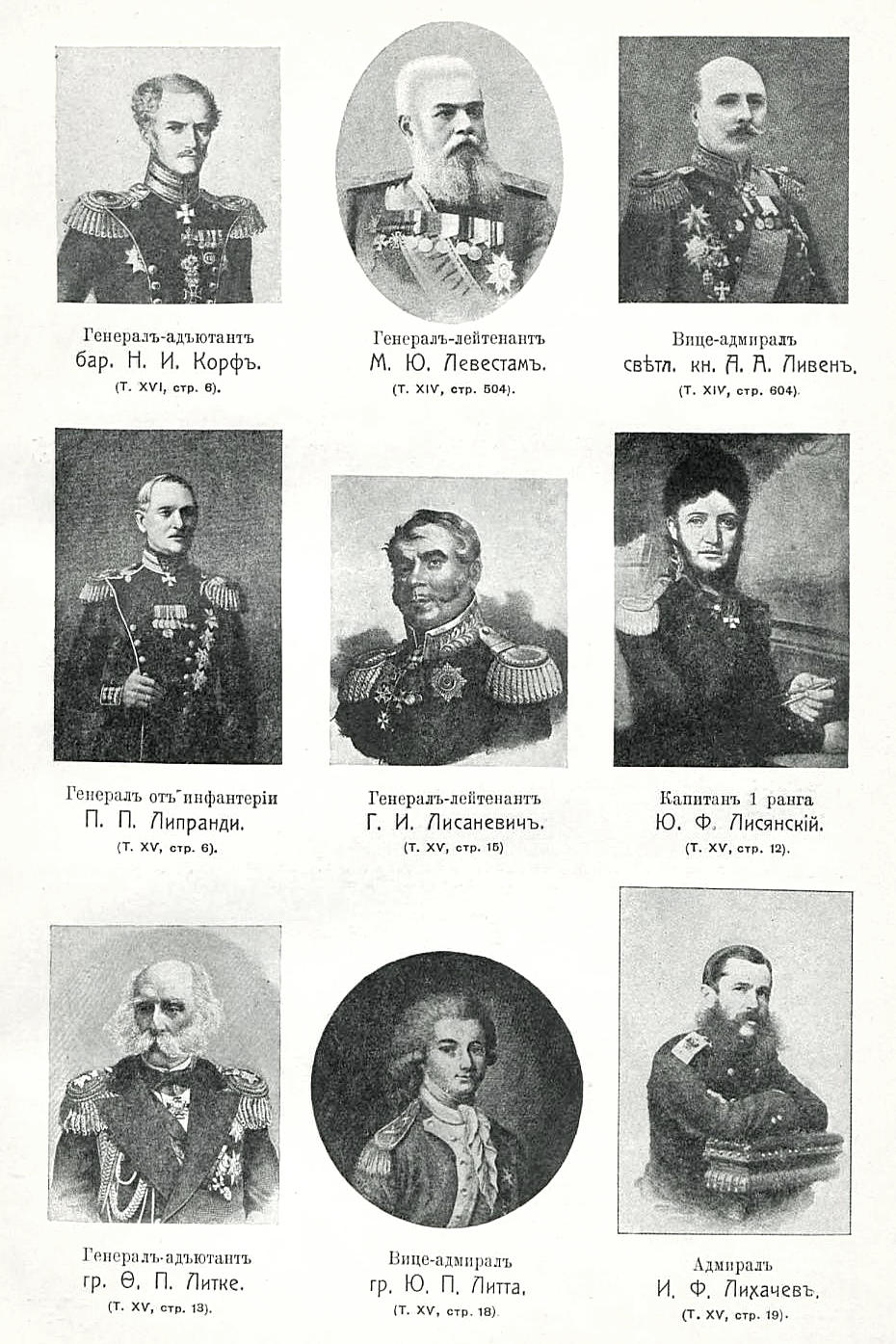
Портрет из «ВЭС»

19 апреля 1842 года Корф был назначен начальником 1-й драгунской дивизии, но через несколько месяцев по личному выбору императора Николая I назначен на ответственную должность директора департамента военных поселений. Сверх обычных многосложных занятий, Корф лично в 1847—1851 гг. осмотрел учреждения и строения своего ведомства, деятельно руководил возведением различных сооружений, оборудованием Санкт-Петербургского арсенала машинами и механизмами, устройством «капсюльного заведения» на Охтенском пороховом заводе и устройством помещений для военно-топографического депо и другими работами. За труды по Департаменту военных поселений Корф был награждён орденами Белого Орла (6 декабря 1843) и св. Александра Невского (17 апреля 1846, алмазные знаки к этому ордену пожалованы 6 декабря 1848).
6 декабря 1851 года Корф за отличие был произведён в генералы от артиллерии, а в следующем году сделан инспектором всей артиллерии. Став во главе артиллерийского ведомства, Корф проявил кипучую деятельность, вызванную не только военными обстоятельствами, но и настоятельной необходимостью провести ряд реформ. Сформирование свыше 120 батарей, многих подвижных и летучих парков, крепостных артиллерийских рот, усиление существовавших артиллерийских частей, снаряжение войск по военному положению, приведение крепостей в оборонительное состояние, введение нарезных ружей, вооружение ими некоторой части войск, улучшения по ружейному производству и по селитряному делу, введение оружейных мастеров в полках и батальонах, замена лёгких пушек 12-фунтовыми облегчёнными, издание руководства по артиллерийской службе — вот краткий перечень разносторонней деятельности Корфа на пользу артиллерии.
В конце 1855 года Корф был назначен шефом легкой № 3 батареи лейб-гвардии Конной артиллерии (Варшавской). 25 января 1856 года Корф, при вступлении в должность генерал-фельдцейхмейстера великого князя Михаила Николаевича, был назначен его товарищем и членом Государственного совета и присутствующим на заседаниях Департамента по делам Царства Польского. В 1856—1861 гг. Корф был деятельным сотрудником генерал-фельдцейхмейстера. 7 декабря 1862 года Корф был удостоен звания генерала, состоящего при Особе Его Величества, с оставлением членом Государственного совета.
27 апреля 1866 года Корф был уволен в заграничный отпуск; по возвращении весной 1867 года вновь приступил к своим обязанностям.
Умер 10 октября 1869 года в мызе Сельцо Петергофского уезда Санкт-Петербургской губернии. Похоронен в Санкт-Петербурге на Волковском лютеранском кладбище.

## Награды
- Орден Св. Анны 3-й (4-й) ст. (26 сентября 1812)
- Орден Св. Владимира 4-й ст. с бантом (8 марта 1814)
- Орден Св. Анны 2-й ст. (30 июня 1825)
- Орден Св. Станислава 2-й ст. (19 июня 1829)
- Орден Св. Станислава 1-й ст. (19 июня 1830)
- Орден Св. Анны 1-й ст. (7 августа 1831, императорская корона к ордену 19 мая 1832)
- Орден Св. Георгия 3-й ст. (18 октября 1831, № 450)
- Польский знак отличия за военное достоинство 2-й ст. (1832)
- Орден Св. Владимира 2-й ст. (4 сентября 1837)
- Орден Белого орла (6 декабря 1843)
- Орден Св. Александра Невского (17 апреля 1846, алмазные знаки к ордену 6 декабря 1848)
- Знак отличия беспорочной службы за XLV лет (22 августа 1858)
- Прусский орден Pour le Mérite (1814, золотая корона к ордену в 1865)

## Семья
Был женат (с 22 апреля 1826 г.) на Марианне Иосифовне, урождённой Красовской (1808—1866), у них были дети: Иван (1827—1883), Иосиф (1829—1873), Константин (1832—1895, обер-гофмейстер), Александр (1833—1903, генерал-лейтенант), Луиза (1835—1916, замужем за послом в Великобритании действительным тайным советником А. П. Моренгеймом), Михаил (1839—1905).